# Ларский, Лев Соломонович
Лев Соломо́нович Ла́рский (настоящая фамилия Лейбо́вич, в публикациях чаще всего Л. Ларский; 18 (30) октября 1883, Кишинёв, Бессарабская губерния — 24 декабря 1950, Москва) — русский советский писатель, журналист.

## Биография
Лев Соломонович (Лейб Залманович) Лейбович родился в 1883 году в Кишинёве в семье переплётчика Золмена-Иосефа Лейбовича и Сары Иосифовны Лейбович. Получил традиционное еврейское религиозное образование, окончил гимназию в Кишинёве и выучился на фармацевта, что позволило ему покинуть черту оседлости. В 1900—1908 годах примкнул к эсерам, участвовал в подпольной работе, был арестован, после освобождения эмигрировал во Францию, жил также в Бельгии и Швейцарии. Дебютировал рассказом в 1906 году, в 1909—1914 годах печатался в кишинёвских и киевских газетах.
В 1913 году вернулся в Россию, зарабатывал на жизнь журналистской работой, служил в Земском союзе в Москве. В 1914 году был мобилизован в армию, на фронте до 1917 года. После демобилизации поселился в Москве, где в 1918—1919 годах сотрудничал в эсеровской газете «Труд» и тогда же взял литературный псевдоним «Л. Ларский»; работал в статистическом отделе Наркомздрава (1917—1920).
В 1920-е годы советской критикой был отнесён к так называемым «попутчикам», работал в издательстве «Сахаротрест». Член Союза писателей СССР с 1934 года.
Л. Ларский — автор книг «Женщина на перепутье: записки женского врача» (1928), изданного Евдоксией Никитиной в «Субботниках» сборника рассказов «Поединок» (1931), выдержавшей три издания автобиографической повести «Записки Самуэля Берга. Жизнь еврея» (1929, 1930, 1931) с предисловием Ю. Ларина (впоследствии изъята из библиотечных фондов), опубликованных отдельными изданиями рассказов «История одного приказа» (1928) и «Исповедь в больнице» (1930). В августе 1932 года А. М. Горький высказался против публикации Гослитиздатом романа Л. Ларского «Прошу слова», назвав его «политически мутной книгой» (рукопись романа была уничтожена автором 10 лет спустя).
С 1934 года Л. Ларский работал ответственным секретарём в редакции журнала «Боец-охотник» и, главным образом, публиковал охотничьи рассказы и публицистику. С 1938 года — также сотрудник редакционно-издательского отдела Центрального совета Всеармейского военно-охотничьего общества (ЦС ВВОО).
С началом Великой Отечественной войны — в эвакуации в Самарканде, сотрудничал в местных газетах. По возвращении в Москву в 1943 году занимался журналистской работой в Наркомземе СССР.
Выступил составителем и редактором первого выпуска альманаха «Охотничьи просторы». Опубликовал цикл «Рассказы старого егеря», документальную повесть «Быль о Ферапонте Головатом и его самолётах» (1950), подготовил книгу очерков «Речники Верхней Волги в годы Великой Отечественной войны» (1948).
С 1948 года страдал неизлечимой болезнью, от которой и умер 24 декабря 1950 года в Москве. Похоронен на новом Донском кладбище.

## Семья
Жена — Татьяна Николаевна (Нафтуловна) Лейбович (урождённая Зильберман; 7 июля 1887 — 13 декабря 1964), врач, сотрудница Наркомздрава РСФСР. Её сестра Фрейда Нафтуловна (Фанни Николаевна) Зильберман (1884—1971), которая была замужем за биохимиком Б. И. Збарским, по мнению некоторых исследователей, послужила прототипом Лары в романе «Доктор Живаго».
Дочь — Сарра Львовна Лейбович (24 сентября 1914, Москва — 13 ноября 2004, там же), литературовед, кандидат филологических наук (1943), доцент отделения зарубежной литературы Пензенского педагогического института, в 1957—1973 годах была старшим редактором литературоведения и критики издательства «Художественная литература». Составитель и автор комментариев к книгам «Дневник. Избранные страницы» братьев Э. и Ж. Гонкуров (1964), избранных высказываний Г. Флобера «О литературе, искусстве, писательском труде» в 2-х томах (1984) и других (литературный псевдоним «С. Кратова»).

## Публикации

### Публицистика
- Биржи труда (под собственной фамилией Л. С. Лейбович). М.: Типография Московского издательства «Земля и воля», 1917.
- Опыт определения ёмкости сахарного рынка в современных условиях. Предисл. проф. Е. С. Каратыгина. М.: Издательство Сахаротреста, 1923.
- Кооперация и крестьянство. М.: Долой неграмотность, 1925.
- Куда идут налоги. М.—Л.: Долой неграмотность, 1925.
- Руководство для корреспондента-сахарника. М.: ЦК Союза сахарников, 1925.
- История одного приказа: В оккупированной румынами Бессарабии. М.: Издательство ЦК МОПР СССР, 1928.
- У электрической печи: Челябинский завод «Феросплав» № 1. М.: Сельколхозгиз, 1931.

### Художественная проза
- Женщина на перепутьи: Рассказы. С предисловием А. Старчакова. М.—Л.: Земля и фабрика, 1928. — 179 с.
- Женщина на перепутье: записки женского врача. Рига: Orient, 1928.
- Записки Самуэля Берга. Жизнь еврея. — М.: Федерация, 1929, 1930. — 336 с.; там же, 1931. — 339 с.
- Поединок: Рассказы. — Л.: Субботники, 1931. — 203 с.
- Охотничьи просторы: сборник очерков об охоте и наблюдениях на охоте. Составитель Л. С. Ларский. М.: Физкультура и спорт, 1950. — 232 с.

## Адреса в Москве
Обыденский 1-й пер., дом 9, кв. № 8